# The Point Men
The Point Men è un film del 2001 diretto da John Glen.
La pellicola è stata girata tra Israele, Francia, Germania e Lussemburgo.

## Trama
Una squadra del Mossad, soprannominata "la legione straniera" per le varie nazionalità dei suoi membri, uccide la moglie e due fratelli del terrorista Amar Kamil, anche loro terroristi, durante varie azioni operative e tenta di uccidere lo stesso Kamil. Questi conclude un patto con la mafia russa per ottenere informazioni che gli permetteranno di vendicarsi, ed in cambio si impegna ad uccidere un personaggio politico palestinese impegnato nella negoziazione del processo di pace con Israele, che è anche suo fratellastro. La vendetta ha inizio con la progressiva eliminazione dei componenti della squadra ma Eckhardt individuerà Kamil e lo ucciderà prima che possa compiere l'attentato finale.